# Killzone
Killzone (укр. Зона ураження) — воєнно науково-фантастична відеогра жанру шутера від першої особи, розроблена студією Guerrilla Games для ігрової приставки Sony PlayStation 2. Засновниця однойменної серії ігор. Вперше видана у США 2 листопада 2004 року. 6 вересня 2012 року Sony Interactive Entertainment анонсувала збірник Killzone Trilogy для PlayStation 3, який містить першу частину Killzone, перероблену під формат HD студією Supermassive Games, а також Killzone 2 і Killzone 3. Збірник вийшов 23 жовтня 2012 року.

## Ігровий процес

Ян під час бою з хелґастами

Гравець виступає в ролі бійця Інтерпланетарного стратегічного альянсу (ІСА), що бореться фантастичною зброєю з численними ворогами — хелґастами, шляхом стрілянини. Боєць володіє запасом здоров'я, що визначає стійкість, і витривалості, що витрачається на біг. Обидва поступово відновлюються, коли боєць перебуває в спокої. Впродовж гри можливо підібрати зброю і боєприпаси обох протиборчих сторін, як ІСА, так і хелґастів. Крім стрілецької зброї, котрої можна одночасно нести два види, персонаж може кидати гранати та бити ворогів прикладом. Місцями трапляються стаціонарні вогневі точки, які він може зайняти. Гра поділяється на рівні, після проходження кожного з них видається статистика вправності гравця.
Упродовж проходження сюжетної кампанії гравець може змінювати бійця. На початку доступний тільки Ян Темплар, з часом він зустрічає інших, які приєднуються до його команди.
В багатокористувацькій грі до 16-и учасників поділяються на команди ІСА і хелґастів і змагаються в типових для шутерів режимах: «смертельний матч», «захистити і знищити», «штурм», «домінування» і «доставка припасів» (аналог «захоплення прапора»). Можлива як гра по мережі, так і локальна з ботами.

## Сюжет

### Передісторія
Події розгортаються в майбутньому в системі Альфи Центавра. У ній існує дві колонії Об'єднаних колоніальних націй (ОКН, United Colonial Nations), заснованих переселенцями з Землі. Корпорація Helghan Corporation володіла планетами Хелґан і Векта, отримуючи з них величезні прибутки. Накопичивши достатньо сил, вона почала війну проти ОКН з метою не платити податки і відокремитися від решти людства. В 2199 почалася Перша позасонячна війна, що тривала до 2204. Helghan Corporation зазнала нищівної поразки, а система опинилася під контролем Інтерпланетарного стратегічного альянсу (ІСА, Interplanetary Strategic Alliance) — військової організації ОКН. Численні противники ОКН втекли з родючої колонії Векта на негостинний Хелґан.
Природні умови Хелґана були суворими, а інфраструктура через війну занепала, при тому, що колонія обкладалася великими санкціями. Переселенцям довелося багато років жити у скруті та шкідливих умовах. Проте наступні покоління народжувалися більш пристосованими, а населення дедалі більше виступало проти гніту. В 2347 член місцевої адміністрації Сколар Візарі здійснив переворот, ставши одноосібним правителем Хелґана. Візарі проголосив жителів планети новим видом людини — хелґастами, що перевершують звичайних людей. За встановленою ним ідеологією хелґастам належить помститися за десятиліття принижень і досягти панування над усіма колоніями. Для цього було створено армію та послано її на космічних кораблях до Векти, щоб відрізати Землю від решти планет. Так у 2357 почалася Друга позасонячна війна.

### Події гри
Флот хелґастів виходить на орбіту Векти. Зброя оборонної станції через диверсію відмовляє і загарбники швидко починають окупацію планети. Капітан Ян Темплар обороняє підступи до столиці Векта-сіті. Він втрачає зв'язок з командуванням, але завдяки рядовому Санчезу дістається до штабу. Там він зустрічає генерала Вогтона, котрий повідомляє, що флот із Землі прибуде на допомогу за кілька днів. Аби протриматися до того часу, необхідно відновити роботу оборонної станції в космосі.
Темплар вирушає на порятунок шпигуна Грегора Гака, що втік від хелґастів. Однак, у нього не виявляється ключа для відновлення станції. Знайшовши ключ, Ян зустрічає снайпера Люґер, яка посилає його до Вогтона. Тим часом генерала схоплюють хелґасти.
Шукаючи Вогтона, Ян і Люґер зустрічають вцілілого сержанта Ріко Веласкеса, що показує шлях далі. Втрьох вони визволяють Вогтона і дають йому ключ. Тепер Вогтону необхідний Грегор, якого утримують в полоні загарбники. Команді вдається звільнити шпигуна, та виявляється, що він напів-хелґаст. Ріко намагається вбити його, проте починається атака хелґастів. Ян веде команду до фортеці ІСА.
Змушені довіритися Грегору, бійці дозволяють йому підключитися до комп'ютера орбітальної станції. Шпигун виявляє, що станція перебуває під контролем генерала-зрадника Стюарта Адамса. Володіючи станцією, хелґасти зможуть знищити земний флот, щойно він опиниться біля Векти. Адамс спрямовує зброю станції на поверхню планети, починаючи її обстріл.
Команді вдається втекти, але їхній транспорт збивають ворожі ракети. Вона пробирається через джунглі та засніжені рівнини до космодрому, зустрічаючи залишки солдатів ІСА. Зрештою Ян, Ріко, Грегор і Люґер проникають на космодром і, сховавшись у кораблі хелґастів, вирушають на станцію.
Бійці ІСА вчиняють диверсію на станції. Ян стикається з Адамом і смертельно ранить його. Команда тікає зі станції перед тим як прибуває земний флот і знищує її. Попри цю перемогу, Ян з Люґер обговорюють, що розпал війни ще попереду.

## Оцінки й відгуки
| Агрегатор  | Оцінка |
| ---------- | ------ |
| Metacritic | 70/100 |

| Видання  | Оцінка |
| -------- | ------ |
| 1Up.com  | B+     |
| GameSpot | 6,9/10 |
| GameSpy  | 3/5    |
| IGN      | 7,5/10 |

Killzone отримала змішано-позитивні відгуки, зібравши середню оцінку на агрегаторі Metacritic у 70 балів зі 100. Гра популяризувалася як «Вбивця Halo», проте не виправдала очікувань гравців через ігровий процес та графічні помилки. Разом з тим вона максимально використовувала можливості PlayStation 2 та здобула визнання за дизайн, якісний звук і атмосферу зображуваного в сюжеті конфлікту.
У рецензії GameSpy було схвалено сюжет, дизайн, аудіо та систему часток, визнану однією з найкращих в іграх на PlayStation 2. Також похвали відзначився мультиплеєр за його граничну зрозумілість та гладкість. Однак, гру було також розкритиковано за примітивний штучний інтелект як ворогів, так і союзників, численні графічні помилки, відсутність фізики та повторюваний  ігровий процес в сюжетному режимі.
Ретроперспектива DigitalSpy, присвячена 10-иріччю виходу Killzone, описувала цю гру як типовий шутер початку 2000-х, але який привертав увагу науково-фантастичним антуражем при використанні доволі реалістичної механіки боїв. Продовження гри були важливі для Sony в тому плані, що демонстрували максимум можливостей консолей різних поколінь, що й обумовило розвиток Killzone попри неоднозначні оцінки.